# Nicolas de Launay
Nicolas de Launay, född 1739, död 1792, var en fransk grafiker.
De Launay var sin tid främste kopparstickare och reproduktör och torde även själv ha ritat en mängd bilder, särskilt illustrationer och vinjetter. Han gjorde bland annat kopparstick av Niklas Lafrensens gouacher.